# Jabor (ö)
Jabor är en ö i Marshallöarna.   Den ligger i kommunen Jaluit, i den södra delen av Marshallöarna, 230 km sydväst om huvudstaden Majuro.